# 山涧草属
山涧草属（学名：Chikusichloa）是禾本科下的一个属。该属共有山涧草（C. aquatica）和无芒山涧草（C. mutica）2种，分布于东亚。